# Constantin IX Monomaque
Vous lisez un « article de qualité » labellisé en 2021.
Constantin IX Monomaque (en grec : Κωνσταντίνος Θʹ Μονομάχος, Kōnstantinos IX Monomakhos), parfois surnommé « le Gladiateur », né vers 1000 à Antioche et mort le 11 janvier 1055 à Constantinople, est un bureaucrate et sénateur devenu empereur byzantin entre le 12 juin 1042 et le 11 janvier 1055.
Issu d'une famille de la noblesse byzantine, il arrive au pouvoir par son mariage avec Zoé Porphyrogénète, dernière représentante, avec sa sœur, de la prestigieuse dynastie macédonienne. Son règne intervient donc à la fin de cette ère d'expansion progressive et de prospérité pour l'Empire byzantin, qui rencontre alors des défis d'ampleur. Longtemps considéré comme hostile à l'armée et peu préoccupé par la défense des frontières, il a pourtant combattu des menaces nouvelles, comme les Normands en Italie du Sud, les Petchénègues dans les Balkans et les Seldjoukides en Orient. Capable d'étendre une dernière fois la frontière orientale par l'incorporation d'Ani en Arménie, il est toutefois en difficulté face à ces forces émergentes qui gagnent peu à peu du terrain.
Sur le front intérieur, ses décisions ont été largement débattues, tandis que son pouvoir est à plusieurs reprises contesté du fait de l'extinction à venir de la dynastie macédonienne. S'il sort vainqueur des différentes rébellions auxquelles il fait face, grâce à une habile maîtrise des réseaux de pouvoir, leur survenue atteste l'instabilité grandissante de la scène politique impériale, tandis que l'économie connaît des signes d'essoufflement. Reconnu pour avoir ouvert le Sénat byzantin à des pans plus vastes de la société byzantine, notamment aux marchands et commerçants, il a été vu par Paul Lemerle comme un symbole de l'ère de prospérité du monde byzantin du milieu du XIe siècle. Ainsi, il ouvre une importante école de droit, fait participer nombre d'intellectuels à son gouvernement et promeut la culture dans l'Empire. Néanmoins, d'autres historiens ont vu en lui un empereur peu préoccupé des troubles les plus urgents qui frappent l'Empire, dépensier, plus intéressé par des plaisirs futiles et qui se refuse à quitter Constantinople, ce qui peut s'expliquer par sa santé fragile.
Enfin, son règne voit la rupture avec l'Église d'Occident en 1054, un événement dont la portée reste limitée à court terme, mais qui symbolise l'écart grandissant entre Rome et Constantinople. À sa mort, l'Empire s'apprête à connaître des défis de grande ampleur qui vont jusqu'à remettre en cause son existence même. C'est probablement ce qui explique les interprétations si différentes qui ont pu émerger à propos du règne de Constantin IX, tantôt jugé responsable de l'aggravation prochaine de la situation de l'Empire, tantôt reconnu pour ses efforts afin d'y apporter des réponses plus ou moins adaptées.

## Sources littéraires
Le règne de Constantin IX intervient à un moment de floraison intellectuelle de l'Empire, qu'il contribue à entretenir. De ce fait, plusieurs textes font référence à son époque. Le plus important est la Chronographie de Michel Psellos, figure majeure de son temps, chroniqueur, mais aussi acteur du jeu politique complexe du monde byzantin du XIe siècle. Psellos est un des protégés de l'empereur, qui favorise son ascension aux côtés d'autres intellectuels, et il livre au moins sept panégyriques en sa faveur. Pour autant, dans sa Chronographie postérieure au règne de Constantin, il n'hésite pas à souligner les défauts du souverain, qu'il juge trop dépensier. En complément de cette œuvre fondamentale, les écrits de Jean Skylitzès, dont l'ouvrage s'arrête presque à la mort de Constantin, et de Michel Attaleiatès, autres historiens principaux du siècle, permettent d'avoir une vision plus distanciée des événements. Attaleiatès reprend le jugement d'un homme porté sur les plaisirs de la vie et les distractions futiles, tout en notant le raidissement de son comportement dans les dernières années de sa vie. Jean Zonaras, qui vit quelques décennies après la mort de Constantin, livre aussi des éléments sur son règne. Des textes arméniens offrent une perspective extérieure, en particulier sur les régions les plus orientales de l'Empire, tout en étant plus critiques envers Constantin et les Byzantins en général. Ainsi, Aristakès Lastivertsi dénonce les mœurs dissolues de l'empereur et son manque de réflexion dans la conduite des affaires. La simultanéité de la prise d'Ani et des premières incursions turques contribuent en grande partie au peu d'estime des chroniqueurs arméniens à l'encontre de Constantin.

## Biographie

### Famille
Constantin est né à Antioche, fils de Théodose Monomaque, juge et bureaucrate important sous Basile II et Constantin VIII. Issu d'une noble famille byzantine, il a deux sœurs, Hélène Monomaque (vers 1010-vers 1050) et Euprépie Monomaque (vers 1010-après 1055). Cette dernière semble avoir eu une certaine présence à la cour de son frère, lui déconseillant notamment d'amener sa maîtresse au Grand Palais, sans résultats. Selon Psellos, qui loue l'intelligence d'Euprépie, elle aurait eu du mépris pour son frère, et a critiqué plusieurs de ses décisions.
La famille Monomaque est ancienne et remonte au moins au début du IXe siècle avec plusieurs fonctionnaires d'importance comme Paulos Monomaque, le grand-père de Constantin, ambassadeur vers les années 950, tandis que plusieurs de ses aïeux occupent des rangs prestigieux, comme ceux de magister ou de patrice, qui les placent dans les hautes sphères de la société byzantine. Théodose est d'ailleurs impliqué dans un complot contre Basile II qui aboutit à sa disgrâce temporaire. Probablement originaires d'Antioche, les Monomaques s'installent vite à Constantinople et montrent une certaine dévotion pour Saint Georges, une pratique entretenue par Constantin au cours de son règne. Si le nom de famille a des évocations guerrières, puisque Monomaque signifie « qui se bat en combat singulier », les parents de Constantin sont principalement des fonctionnaires,.
Sa seconde épouse, Pulchérie Sklèros, est la nièce maternelle de Romain III Argyre. Cette union avec une parente de l'empereur témoigne de la place élevée qu'occupent Constantin et sa famille dans la hiérarchie de l'Empire. Compromis dans un complot sous le règne de Michel IV en 1035, il est exilé par Jean l'Orphanotrophe à Mytilène pendant sept ans,.

### Arrivée au pouvoir

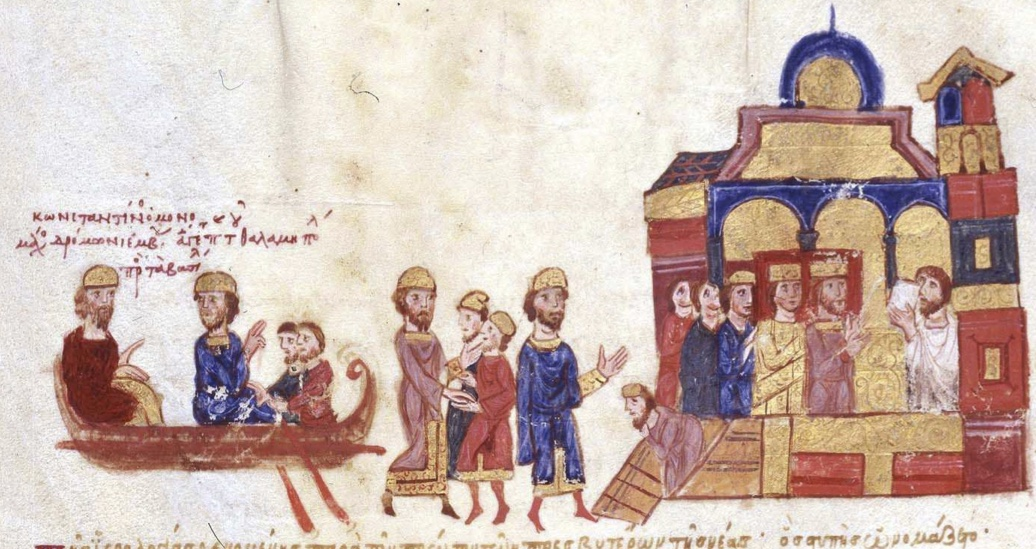
L'arrivée à Constantinople de Constantin Monomaque pour être reçu par Zoé, illustration tirée de la chronique de Skylitzès de Madrid.

En 1042, la situation de l'Empire byzantin est atypique. Face à l'absence de représentants masculins après les morts de Basile II (962-1025) et de Constantin VIII (962-1028), la dynastie macédonienne n'est plus représentée que par les deux filles de Constantin VIII : l'aînée Zoé Porphyrogénète et Théodora Porphyrogénète. Comme la tradition politique byzantine interdit la détention du pouvoir suprême par une femme seule, à l'exception d'Irène l'Athénienne, un mariage avec Zoé devient la promesse du trône. Ainsi, en 1028, elle a épousé Romain III Argyre puis s'est éprise de Michel IV, qu'elle prend comme mari après la mort suspecte de Romain. Quand Michel meurt le 10 décembre 1041, elle devient veuve à nouveau alors qu'elle est âgée d'une soixantaine d'années. Pour quelques mois, c'est Michel V, le neveu de Michel IV, qui ceint la couronne en tant que fils adoptif de Zoé. Néanmoins, il s'attire vite l'hostilité franche de l'aristocratie, contre laquelle il prend des mesures fortes, mais aussi celle de la population, quand il décide d'exiler Zoé et Théodora, incarnations de la légitimité macédonienne. Face à cette fronde généralisée, il est contraint d'abandonner le pouvoir dès le 20 avril 1042 et de se réfugier au monastère du Stoudion.
Zoé décide alors de trouver un troisième époux et procède à une sélection. Après avoir repoussé plusieurs candidats, dont Constantin Dalassène, elle jette son dévolu sur Constantin, qu'elle connaît au moins depuis le règne de Romain III puisque des rumeurs affirment qu'elle entretient alors une liaison avec lui. L'union est célébrée le 11 juin 1042 et Constantin IX est couronné le lendemain par le patriarche. Celui-ci, s'il a consenti à un troisième mariage pour Zoé, n'a pas procédé au mariage, ce qui constitue une entorse aux règles canoniques. Selon Jean Skylitzès, c'est un prêtre de la Nea Ekklesia du nom de Stypès qui a officié. Le choix de Constantin peut surprendre, car il n'a pas d'expérience de la guerre ni de postes importants au sein de l'administration. Pour autant, si Constantin est qualifié d'inoffensif par Michel Psellos, Éric Limousin rappelle ses liens étroits avec tout un pan de l'aristocratie byzantine, en particulier des familles mises à l'écart par Michel IV comme les Sklèroi ou les Argyres, voire des familles plus récentes comme les Makrembolitzès. Dès son avènement, il confirme l'exil de Jean l'Orphanotrophe, transféré sur Lesbos, et de Michel V, envoyé sur Chios où il meurt dès l'été suivant. Probablement dans la quarantaine à son avènement, le nouvel empereur est décrit comme avenant et décide d'un grand nombre de promotions sénatoriales quand il prend le pouvoir. Selon Anthony Kaldellis, il entend placer son règne sous le sceau de « la générosité et l'indulgence ».

## Événements intérieurs

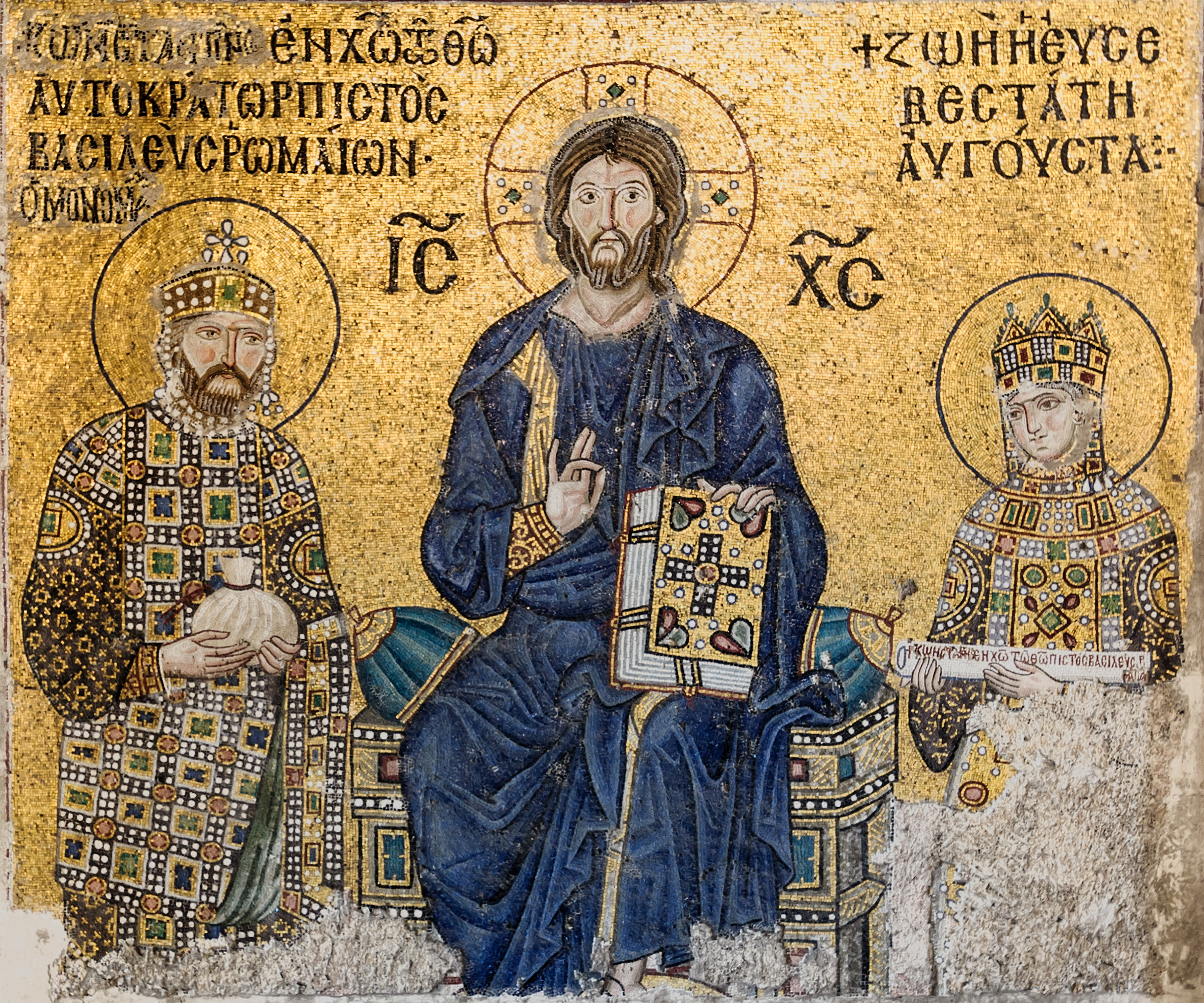
Le Christ entre Constantin IX et Zoé, mosaïque de Sainte-Sophie.

Le règne de Constantin est marqué par la prodigalité dont il fait preuve, jouissant d'un trésor impérial abondant à la suite des conquêtes de ses prédécesseurs et de l'ère d'expansion économique que connaît l'Empire dans la première moitié du XIe siècle. Alors que Zoé a été privée d'accès à ce trésor par Romain III, son troisième époux s'assure qu'elle peut en profiter autant que de besoin. Il distribue aussi un grand nombre de cadeaux, tant sous des formes monétaires que par des donations de terre ou des exemptions fiscales, en particulier pour le monde religieux.

### Personnalité et vie sentimentale
Dès son accession au trône, il apparaît vite que le mariage qu'a contracté Constantin avec Zoé a pour seul but de lui permettre d'accéder à la dignité impériale. S'il a une bonne relation avec Zoé, meilleure en tout cas que celle que lui ont réservée les deux précédents époux de l'impératrice, il entretient depuis quelques années une relation avec sa cousine, Marie Sklèraina, avec qui il n'a pu se marier en raison de l'interdit pesant sur une troisième union. Bien vite, il impose la présence de sa maîtresse à la cour, ce à quoi Zoé ne s'oppose pas, d'autant qu'elle est certainement au courant de la liaison quand elle choisit Constantin comme époux. Si Marie Sklèraina est d'abord cantonnée au palais des Manganes, Constantin aspire à officialiser sa relation avec elle et finit par l'élever au rang de sebaste (Augusta), ce qui l'amène quasiment au même statut que celui d'impératrice, d'autant qu'elle se montre une véritable conseillère de l'empereur dans ses choix politiques. En dépit de cette situation tout à fait inhabituelle à la cour impériale, Zoé consent à signer un traité d'amitié avec Marie Sklèraina, dont les appartements sont contigus de ceux de Constantin. La cour prend alors une configuration atypique, avec l'impératrice Zoé, sa sœur Théodora dont le statut est similaire et une quasi-impératrice de fait. Quand Marie Sklèraina s'éteint en 1046, Constantin semble en avoir tiré une grande affliction et il la fait enterrer dans le monastère de Saint-Georges-des-Manganes. En 1050, c'est Zoé qui meurt à son tour, mais l'événement ne trouble guère l'empereur. Dans les dernières années de son règne, il prend une nouvelle maîtresse, probablement issue d'une famille de la noblesse géorgienne, élevée elle aussi au rang de sebaste après la disparition de Zoé.
Dans sa jeunesse, Constantin semble réputé pour sa beauté et son aspect athlétique, souligné par Michel Psellos, parfois avec emphase. Néanmoins, le même auteur met en exergue une certaine déchéance physique au fur et à mesure de son règne. En effet, il souffre de plusieurs maladies dont la goutte et l'arthrite qui le handicapent dans ses déplacements et expliquent qu'il ne quitte pas Constantinople. En revanche, cela ne l'empêche pas de prendre la tête des défenseurs près des murailles quand il est assiégé par le rebelle Léon Tornikios.

### Un empereur contesté
Le règne de Constantin IX voit la réapparition de révoltes militaires d'envergure, pour la première fois depuis les années 980. La première émane du général le plus estimé de son temps, Georges Maniakès, qui bénéficie du respect et de la loyauté de ses soldats et qui se révolte face à ce qu'il perçoit comme de l'ingratitude de la part du pouvoir impérial. À cet égard, Jean-Claude Cheynet souligne qu'il ne s'appuie pas sur un groupe de partisans particuliers au-delà de ses troupes. Une fois parti d'Italie où il est gouverneur, il débarque à Dyrrachium dont il bat le gouverneur local, avant de nouer une alliance avec le chef serbe Stefan Vojislav de Dioclée. Ensuite, il continue sa marche et vainc une autre armée en Bulgarie, puis prend la direction de Thessalonique. En mars 1043, la bataille décisive intervient près d'Ostrovo. L'empereur est représenté par l'eunuque Étienne Pergamos. Alors que Maniakès prend la tête de l'attaque et perce les lignes ennemies, il reçoit un coup mortel qui met un terme à son soulèvement. Étienne revient triomphant dans la cité impériale et ramène la tête du rebelle à l'empereur,,.
À peu près au même moment que Maniakès, c'est le gouverneur de Chypre, Théophile Érotikos, qui se soulève en prenant prétexte de la fiscalité pour pousser la population locale à s'en prendre aux fonctionnaires locaux. Constantin IX doit dépêcher une flotte pour ramener l'ordre dans l'île, tandis que le rebelle est fait prisonnier et exposé au sein de l'hippodrome de Constantinople,.
Toujours en 1043, un complot est dévoilé qui implique le gouverneur de Mélitène et l'eunuque Étienne, celui-là même qui s'est opposé à Maniakès. Une fois mis au courant, Constantin IX le fait tonsurer et exiler. Quant au gouverneur, il est exhibé dans l'hippodrome, aveuglé et exilé lui aussi.

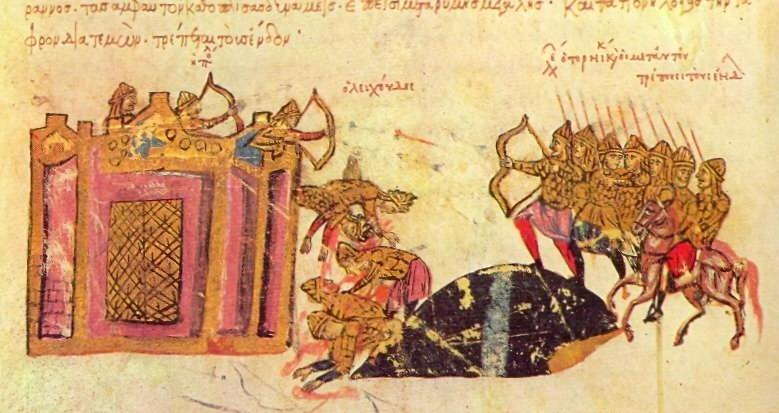
Léon Tornikios à l'assaut de Constantinople. Chronique de Skylitzès de Madrid.

Le soulèvement le plus grave intervient en 1047, quand Léon Tornikios prend les armes contre l'empereur, dont il est pourtant un cousin et un proche de sa sœur Euprepeia. À l'origine au printemps 1047, ce sont les tagmata de Macédoine qui s'opposent à lui, peut-être en raison de leur démobilisation après la victoire contre les Petchénègues, qui les laisse sans solde là où les armées d'Orient combattent toujours. Si Tornikios est alors à Mélitène, il semble déjà être en contact avec les conspirateurs. Constantin parvient à retourner des officiers contre lui, le démet de son poste et le fait tonsurer. Toutefois, le 14 septembre, à l'aide de complices, Léon Tornikios s'enfuit de Constantinople et rallie à lui les troupes de Macédoine et de Thrace, qui sont les plus importantes de la partie occidentale de l'Empire. Installé à Andrinople, il se fait couronner empereur et vise directement Constantinople, pour empêcher que l'armée d'Orient ne vienne en aide à Constantin.
Le 25 septembre, Tornikios est devant les murailles de Constantinople. En face, l'empereur prend la tête de la défense de la ville et arme une partie des habitants. Il est dans le quartier des Blachernes, à proximité directe des remparts, pour être au plus près des combats. Sa présence semble galvaniser les troupes et assure leur loyauté, car ils ne cèdent pas aux acclamations de Léon Tornikios. Si la panique semble un temps s'emparer des défenseurs, Léon Tornikios n'en profite pas et Constantin peut rapidement reprendre le contrôle de la situation. Grâce aux engins de siège qu'il a élevés sur les remparts, il peut harceler son adversaire et il n'hésite pas à armer des prisonniers pour gonfler ses effectifs. Bientôt, les soutiens de Tornikios s'étiolent. Quelques jours seulement après avoir mis le siège devant la ville, Tornikios se retire et tente d'assiéger Rhaidestos, seule ville thrace restée fidèle à Constantin IX, sans plus de succès. Si les troupes loyalistes d'Occident sont vaincues, bientôt, l'empereur bénéficie des renforts venus d'Orient. Cette opposition entre les armées d'Occident et les armées d'Orient, aux intérêts divergents, est alors un trait de plus en plus marqué de la vie politique byzantine que Constantin sait exploiter. Encerclés, les rebelles abandonnent la cause de Tornikios qui, esseulé, est livré à l'empereur. Celui-ci le fait aveugler le jour de Noël 1047 et un poète de la cour, Jean Mavropous, livre un panégyrique à la gloire de Constantin IX quelques jours plus tard. Après cette révolte, le règne de Constantin ne connaît plus de rébellions d'importance, ce qui atteste sa maîtrise du jeu politique byzantin,.
En dehors de ces soulèvements militaires, Constantin doit aussi faire face à la révolte d'une partie de la capitale en 1044, qui trouve une explication partielle dans la mise en avant excessive de sa maîtresse au détriment des deux sœurs macédoniennes, qui sont très populaires et incarnent toujours la dynastie légitime des Macédoniens. En outre, Constantin est critiqué pour les largesses qu'il accorderait à sa favorite. Surtout, cet épisode illustre l'influence grandissante de la notabilité constantinopolitaine des marchands et des artisans, dont la richesse s'est accrue avec la prospérité de l'Empire. Deux ans auparavant, ce sont des troubles similaires qui ont renversé Michel V. Ils expriment alors sûrement un mécontentement d'être tenu à l'écart du gouvernement de l'empereur,. Les communautés juives et musulmanes de la cité participent aussi aux émeutes et sont, pour cela, exilées à Péra, sur l'autre rive de la Corne d'Or,.

### Politique militaire

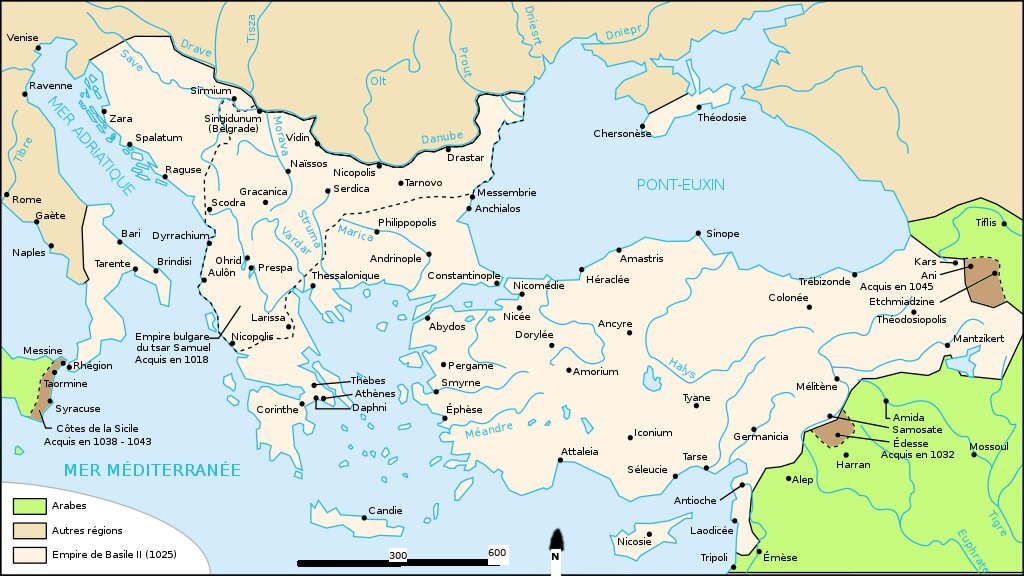
L'Empire byzantin en 1025 à la mort de Basile II, faisant figurer en marron les conquêtes ultérieures, notamment l'incorporation de la région d'Ani sous Constantin IX.

Sur un plan militaire, Constantin IX met un terme à l'expansionnisme des deux derniers siècles, ce qui lui a parfois valu d'être considéré comme hostile à l'armée. L'une des mesures les plus controversées de son règne est le démantèlement de l'armée du duché d'Ibérie, qui aurait gravement affaibli la frontière orientale alors même que la menace turque est croissante. Au total, 50 000 hommes auraient été démobilisés, ce qui semble considérable pour la région et concernerait donc avant tout des paysans mobilisables en temps de guerre. À la place de ce « service militaire », ils sont désormais redevables de l'impôt. Selon Jean Skylitzès, une partie de la population préfère fuir plutôt que de payer cette nouvelle taxe, sans qu'il soit possible de déterminer l'exactitude et l'ampleur de ce phénomène. Plusieurs chroniqueurs et historiens ont estimé que cette décision a facilité la pénétration turque dans la région et, à terme, participerait au déclin de l'armée byzantine après les réussites de l'ère macédonienne. Georg Ostrogorsky a particulièrement soutenu cette opinion et y a vu le symbole de l'hostilité de l'aristocratie civile, dont serait membre Constantin IX, envers l'armée. Pour les historiens plus récents comme Jonathan Harris ou Anthony Kaldellis, cette décision ne traduit pas une volonté délibérée d'affaiblir l'appareil militaire byzantin. Au contraire, l'empereur a toujours été attentif à la défense des frontières et les Turcs ont déjà commencé leurs incursions quand il prend cette décision. Il est possible que cette armée ait été d'une efficacité toute relative. John Haldon met ainsi en rapport sa dissolution avec ses performances médiocres contre les premières incursions turques dans les années 1040. À une époque où les empereurs se reposent de plus en plus sur une force professionnelle, Constantin a peut-être préféré un apport fiscal à une troupe de faible qualité. Ce choix s'intègrerait alors dans la fiscalisation grandissante de la strateia, soit la transformation d'une obligation militaire (la strateia) en une obligation fiscale, du fait de l'inadaptation des anciennes troupes locales, recrutées ponctuellement, au retour des guerres offensives à partir du Xe siècle. Les empereurs préfèrent une armée professionnelle ou le recrutement de mercenaires, qui vont de pair avec une simplification de l'organisation militaire de l'Empire. Constantin IX a ainsi favorisé le recrutement de mercenaires d'origine occidentale, souvent qualifiés de Francs, à l'image d'Hervé Frankopoulos qui participe à plusieurs de ses campagnes et jouit d'un prestige certain dans l'Empire. Le chroniqueur Guillaume d'Apulie va jusqu'à souligner les bonnes dispositions de l'empereur envers les soldats francs.
Au sein de l'Empire, l'évolution en faveur d'une « démilitarisation » des thèmes s'incarne dans le passage progressif d'un gouverneur militaire (le stratège) à des administrateurs civils comme le juge (kritès) ou le praitor, une tendance dans laquelle s'inscrit l'empereur. Son administration, qui laisse une large place aux civils, intègre un nouveau poste, l’epi ton kriseon, responsable de ces administrateurs locaux, avec pour mission de contrôler leurs décisions et de prévenir les cas de corruption,,. L'enjeu crucial de la réforme de Constantin en Ibérie est alors de connaître l'usage de l'impôt prélevé mais aucune information n'existe à ce sujet.

### Ouverture sociale
Constantin IX est réputé pour sa politique d'ouverture du Sénat byzantin à des couches sociales qui en sont généralement exclues : les marchands et les artisans, qui bénéficient sûrement du dynamisme économique de l'Empire. Conformément à la tradition romaine, l'élite politique n'inclut pas les marchands, aussi riches soient-ils, et les grandes familles aristocratiques de l'Empire se distinguent avant tout par leur service de l'État, qu'il soit civil ou militaire. Au XIe siècle, le Sénat, qui regroupe l'élite de la société byzantine, semble comprendre des membres nouveaux. Michel Psellos souligne tout particulièrement le rôle de Constantin IX, puis de Constantin X, dans cette promotion alors que d'autres sources sont muettes, comme Michel Attaleiatès ou Jean Skylitzès. Le phénomène est difficile à mesurer avec exactitude, mais quelques sources attestent une certaine ouverture sociale, notamment des sceaux sénatoriaux portant le nom de familles inconnues jusqu'alors. À l'époque, le gouvernement impérial pratique la vente de charges et de dignités qui permettent l'ascension sociale de leurs bénéficiaires, tout en alimentant le trésor public, au moins à court terme, d'où la tentation d'élargir le champ des privilégiés. Pour Constantin IX, qui fait face à la défiance d'une partie de la vieille aristocratie promue sous la dynastie macédonienne, c'est un moyen de s'appuyer sur une autre composante de la société byzantine. Cependant, chaque charge s'accompagne d'une rente annuelle (la roga), qui, par sa durée pèse sur les finances impériales. Si l'ampleur de l'ouverture du Sénat par Constantin reste difficile à mesurer, ses successeurs sont effectivement confrontés à un nombre de plus en plus important de rogai à verser.

### Politique religieuse et schisme avec la papauté

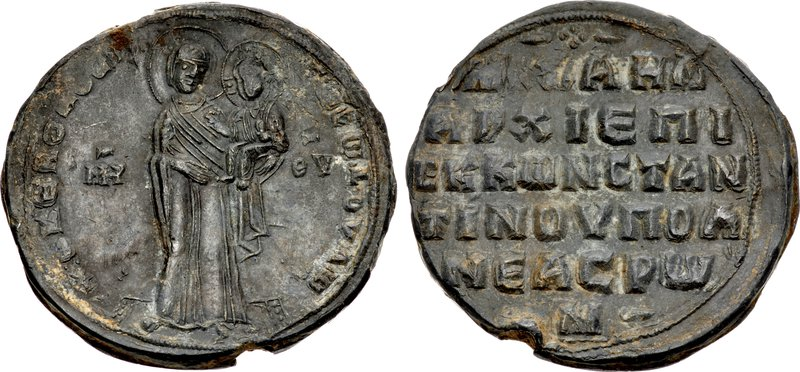
Sceau de plomb de Michel Cérulaire en tant que patriarche de Constantinople.

Tout au long de son règne, Constantin IX cohabite avec le patriarche Michel Cérulaire, réputé pour sa grande autonomie et sa capacité à se distinguer, voire à s'opposer, au pouvoir impérial. À cet égard, Jean-Claude Cheynet le qualifie de « patriarche tyrannos ». Si les relations sont parfois difficiles, c'est bien Constantin qui l'a nommé au poste patriarcal à la mort d'Alexis Studite en 1043, probablement en remerciements du soutien apporté par la famille Cérulaire à sa cause.

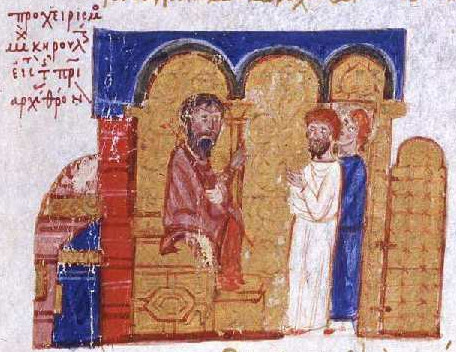
Michel Cérulaire au moment de sa nomination comme patriarche dans la chronique de Skylitzès de Madrid.

Cette difficulté à contrôler le patriarche devient patente en 1054, une année marquée par un événement aux conséquences déterminantes pour l'avenir des relations entre l'Empire byzantin et l'Europe occidentale : la séparation des Églises d'Orient et d'Occident en 1054. Considérée comme une date clé, sa portée réelle a été largement relativisée depuis et elle est désormais perçue comme une étape dans un processus de distanciation entre Rome et Constantinople, entamé au moins depuis le VIIIe siècle,,. Depuis plusieurs siècles, différentes controverses théologiques sont venues perturber les rapports entre les deux pôles de la chrétienté, sur fond de rivalité politique, car le patriarche de Constantinople répugne régulièrement à reconnaître la primauté papale, tandis que ce dernier s'est progressivement détourné de l'empereur byzantin au profit de puissances occidentales comme l'Empire carolingien. En plus de l'enjeu de la primauté papale, des controverses théologiques comme la querelle du Filioque à propos de la nature du Saint-Esprit sont des sujets de discorde récurrents, qui peuvent aussi s'expliquer par des différences culturelles et linguistiques. Ces divergences trouvent à s'exprimer en 1054, alors même que la papauté et l'Empire sont alliés face aux Normands. Néanmoins, c'est aussi en Italie du Sud que les querelles s'enveniment quand les représentants du patriarche entendent mettre fin à des pratiques du rite latin, notamment l'usage du pain azyme. En outre, le patriarche Michel Ier Cérulaire semble avoir fait fermer les églises constantinopolitaines affiliées au rite latin.
Michel Cérulaire fait figure de patriarche déterminé et doté d'une forte autonomie, tant à l'égard de Rome que de l'empereur, ce qui complique inévitablement toute négociation, même si son rôle dans la rupture a probablement été exagéré. Quand le pape Léon IV envoie son légat, le cardinal Humbert reconnu pour son intransigeance, pour résoudre la crise et discuter de l'alliance avec l'Empire fragilisée par la défaite de Civitate, c'est un échec complet. Quand il a connaissance d'un pamphlet anti-latin publié par un moine du Stoudion, l'empereur a beau contraindre le coupable à se rétracter, le mal est fait. Le cardinal dépose une bulle d'excommunication à l'intention du patriarche le 16 juillet 1054 en pleine procession, lequel réplique de la même manière à l'occasion d'un synode réuni à la hâte le 24 juillet. Ces événements se déroulent tandis que le pape est décédé en avril et que la vacance du siège papal rend potentiellement invalides les décisions de ses représentants. Même si la rupture est consommée, elle n'est qu'une étape de plus dans une séparation progressive qui n'est pas encore considérée comme inéluctable et ne fait réellement sentir ses effets que bien plus tard,.

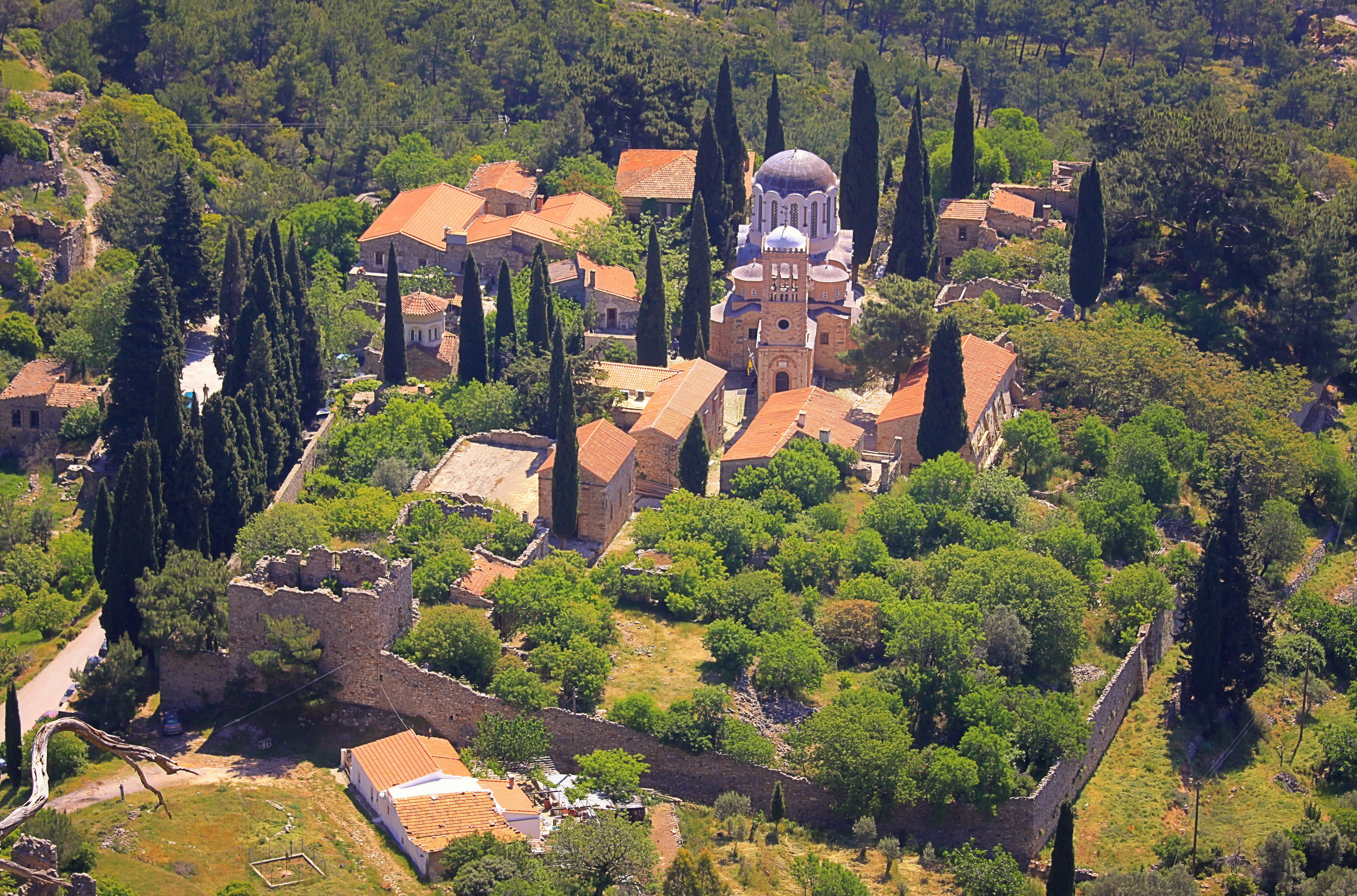
Le monastère Nea Moni de Chios, fondé juste avant l'arrivée au pouvoir de Constantin, voit son développement largement favorisé par l'empereur.

Le rôle de Constantin IX dans cette crise est imparfaitement connu. Vieillissant, il est sûrement désarçonné par l'attitude de Michel Cérulaire, qui s'appuie sur la population de la capitale, largement favorable au patriarche. L'empereur a reçu avec attention les légats papaux et cherche vraisemblablement à conserver l'alliance contre les Normands. Les divergences religieuses entre Rome et Constantinople sont sûrement secondaires à ses yeux face à la nécessité d'une coalition en Italie du sud. Par ailleurs, la bulle d'Humbert est élogieuse pour l'empereur et bien dirigée contre le patriarche. Cela n'empêche pas Constantin d'y réagir assez vigoureusement, peut-être pour satisfaire une partie de l'élite politique proche de Cérulaire et de la population, dont les manifestations ont tourné à l'émeute. C'est probablement à son initiative qu'un synode est convoqué qui excommunie le cardinal Humbert, qui a refusé de s'y présenter, là aussi sans viser le pape ou le dogme catholique en tant que tel,.
En-dehors du schisme de 1054, qui fait d'abord figure d'accident diplomatique plus que de crise religieuse, Constantin IX se montre attentif au bon fonctionnement matériel de l'Église. Il fournit à la basilique Sainte-Sophie les fonds nécessaires à la tenue d'une synaxe (une assemblée de croyants) eucharistique quotidienne et publie différents édits qui encadrent le statut particulier de la communauté monastique du Mont Athos. Comme beaucoup d'empereurs byzantins, il prend soin de financer la restauration, la construction ou l'entretien d'un certain nombre d'établissements religieux, à l'image du monastère tout juste fondé de la Néa Moni sur l'île de Chios, à qui il confère plusieurs avantages financiers. Il favorise aussi beaucoup le monastère de la Grande Laure de l'Athos et donne des terres du domaine impérial pour favoriser la constitution de monastères, à l'image de la Théotokos de Bessai dans la région d'Éphèse, créé par Lazare de Galèsion. Selon La Vie de Saint Niphon, Constantin IX serait également à l'origine de la restauration du monastère de Mesopotamon, près de l'actuelle Gjirokastër. Mais son œuvre principale demeure la restauration à grands frais du monastère de Saint-Georges-des-Manganes à Constantinople.

### Pratique du pouvoir et succession

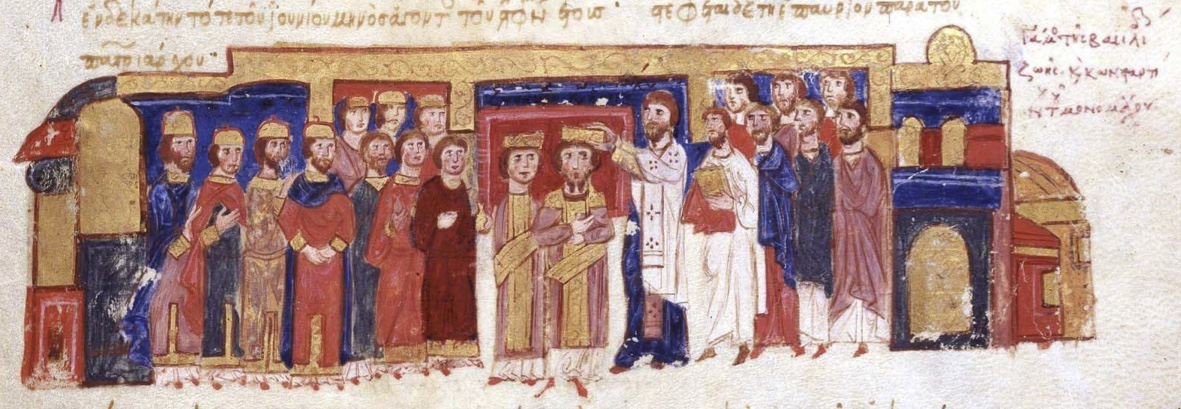
Couronnement de Constantin IX représenté dans la chronique de Skylitzès de Madrid.

Le règne de Constantin IX intervient dans une période troublée, celle d'une dynastie finissante. Avec l'extinction inéluctable de la lignée des Macédoniens, les ambitions impériales s'affrontent de plus en plus à la cour byzantine, d'abord sous la forme de la compétition pour devenir l'époux des deux dernières descendantes de Constantin VIII, ensuite pour fonder une nouvelle dynastie. La résurgence des soulèvements militaires au début du règne de Constantin Monomaque témoigne de l'instabilité qui couve. Néanmoins, il est parvenu à se maintenir sur le trône durant douze ans, sans être renversé. Pour cela, il a dû faire preuve d'habileté pour se concilier des intérêts divergents à la cour byzantine.
Dans la vision historique classique, il est un représentant de l'aristocratie civile et gouverne comme tel, en s'appuyant sur la bureaucratie au détriment des généraux. Pour autant, cette thèse doit être nuancée. Certes, il s'appuie sur une élite politique et intellectuelle pour gouverner, à l'image de tous les lettrés qui occupent son gouvernement. Cette classe de fonctionnaires impériaux, appelés basilikoi, est régulièrement l'objet des attentions de l'empereur pour se les concilier. Pour autant, il s'est probablement appuyé dans les premières années de son règne sur les élites de la dynastie macédonienne avant de s'en détourner progressivement, ce qui favorise les révoltes de Maniakès, d'Erotikos ou de Tornikios. Il est aussi attentif à placer des eunuques, qui ne peuvent prétendre à la dignité impériale, à des postes stratégiques, à l'image d'Etienne Pergamos nommé comme général de l'armée qui combat Maniakès. À partir de 1044, il s'ouvre de plus en plus à l'aristocratie marchande qui a largement impulsé la révolte de 1044 qui agite la capitale. C'est tout l'objet de l'ouverture du Sénat byzantin à des familles nouvelles. Éric Limousin a vu dans la capacité de Constantin IX à s'appuyer sur des pans différents de la société byzantine la caractéristique d'un homme de réseau. C'est d'autant plus nécessaire qu'il est dans l'incapacité d'établir une nouvelle dynastie puisque toute procréation avec Zoé, vieillissante, est inconcevable et qu'il n'a pas de descendant mâle d'une précédente relation. Sa légitimité est donc par nature fragile. Par cette propension à construire des réseaux d'alliances autour de la personne de l'empereur, Constantin IX tente de trouver une solution post-macédonienne qui, si elle ne lui survit pas, trouve un aboutissement avec l'avènement de la dynastie des Comnènes quelques décennies plus tard, dont les réseaux s'ancreront à la solidité d'unions matrimoniales que ne pouvait convoquer Constantin Monomaque avec autant de force.
Privé d'héritier naturel, Constantin échoue à organiser sa succession. Dans les derniers temps de son existence, influencé par les eunuques de sa cour, il voit en Nicéphore Proteuon, membre d'une famille alliée, un prétendant sérieux au trône impérial. Seulement, Théodora est toujours en vie et, bien que retirée dans un monastère, incarne encore, aux yeux d'une partie de la société, la légitimité des Macédoniens. Or, après la mort de Zoé en 1050, les relations entre Constantin et le clan des Macédoniens se sont distendues. Ainsi, dès que ses partisans ont connaissance du projet de succession, Théodora est informée et quitte son couvent pour la capitale. Quand il meurt en janvier 1055 (le 11 janvier est la date la plus souvent retenue), l'impératrice vient tout juste de reprendre les rênes du pouvoir et Nicéphore Proteuon est écarté,.
Souvent vilipendé par les chroniqueurs de son temps pour sa prodigalité, qu'elle soit dans ses réalisations artistiques, son train de vie et celui de la cour ou les promotions dont il gratifie nombre de ses partisans, il semble avoir resserré la discipline budgétaire dans les dernières années de son règne, alors que l'économie byzantine commence à connaître un phénomène d'inflation après des décennies de stabilité monétaire. C'est aussi à partir de 1050 que Constantin met de côté Constantin Lichoudès, l'un de ses principaux ministres et pilier d'un certain nombre de réformes. Dans l'ensemble, la plupart des lettrés qui composent l'entourage proche de l'empereur sont progressivement contraints de se retirer, probablement en raison de leur programme de réformes trop ambitieux ou contraire à différents intérêts de la société byzantine. Ainsi, Jean Xiphilin finit par se retirer dans un monastère de l'Olympe de Bithynie, de même que Jean Mavropous, relégué comme évêque d'un lointain diocèse d'Anatolie.

### L'économie sousConstantinIX

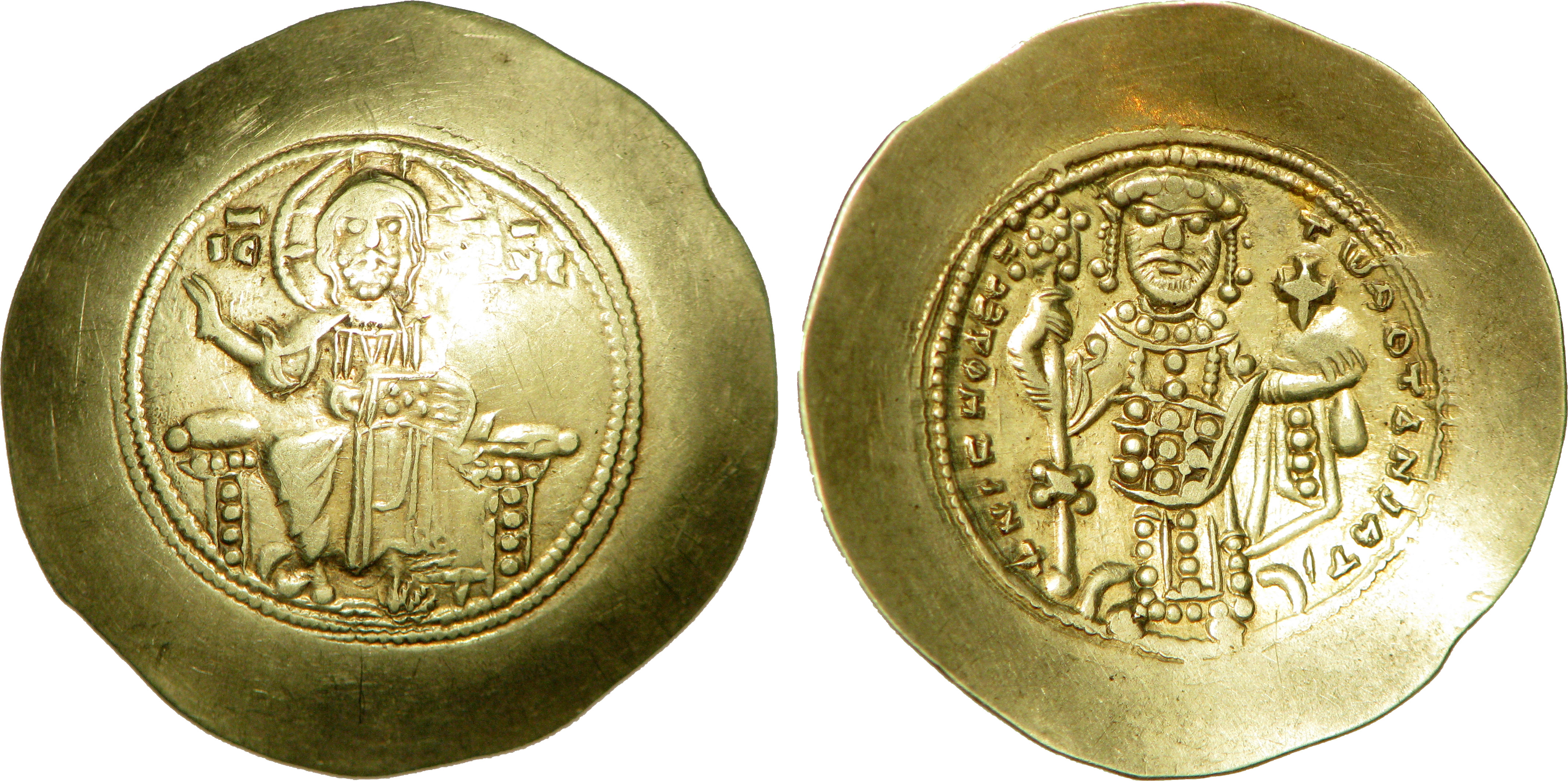
Monnaie byzantine représentant Nicéphore III Botaniatès qui règne entre 1078 et 1081, au terme des plusieurs vagues de dévaluation monétaire. L'aspect relativement pâle de la pièce symbolise la diminution de la quantité d'or présente et, par conséquent, de sa valeur.

Au milieu du XIe siècle, l'économie byzantine atteint son apogée médiéval. Les conquêtes successives ont abondé le trésor impérial, tandis que la monnaie byzantine règne en maître sur l'espace méditerranéen, au point d'être parfois qualifiée de dollar du Moyen Âge. Pourtant, un mouvement s'amorce sous Constantin IX. Le poids des dépenses s'accroît, à l'image des générosités accordées par l'empereur détaillées précédemment. Peu à peu, la monnaie s'affaiblit et nécessite un premier mouvement de dévaluation, alors même que la force de la nomisma byzantine réside dans la permanence de sa valeur. Pendant son règne, le titre en or de l'histaménon (la pièce à la plus forte valeur) passe de 93 % à 81 % et celui du tétartéron de 93 % à 72 %, ce qui correspond à une dévaluation de 1 % par an. En parallèle de cette dévaluation monétaire, une dévaluation des dignités d'Empire se fait jour. Au fur et à mesure des promotions et de l'affaiblissement de la valeur monétaire, certains titres voient leur prestige et le pouvoir d'achat associé se réduire. Sous Constantin IX, ce phénomène reste limité mais il s'accentue notablement dans les décennies suivantes, avec la création de nouveaux titres de plus en plus élevés. La responsabilité de Constantin IX a fait l'objet de débats entre les historiens. Pour certains, comme Costas Kaplanis ou Anthony Kaldellis, c'est la politique de l'empereur qui est à l'origine de la dévaluation en raison de l'importance des dépenses impériales, en particulier dans la guerre des Petchénègues, ne laissant pas d'autres options pour préserver la monnaie byzantine à court terme, tout en entamant gravement à long terme son rôle de monnaie pivot dans le monde méditerranéen. Cependant, d'autres analyses montrent que la dévaluation aurait eu pour cause l'intensification des échanges liée au dynamisme économique de l'Empire, qui nécessite d'accroître le volume de pièces de monnaie en circulation, au risque d'en abaisser la valeur. C'est notamment la conclusion de Cécile Morrisson qui rejette la responsabilité de Constantin IX dans l'affaissement de la monnaie byzantine,,.
Enfin, si la prodigalité de Constantin a souvent été soulignée voire critiquée par ses contemporains, une inflexion sensible apparaît dans les dernières années de son règne, peut-être sous l'impulsion de nouveaux ministres puisque vers 1050 les principaux intellectuels de son gouvernement sont peu à peu relégués, remplacés notamment par un certain Jean le Logothète. Attaleiatès mentionne une fiscalité bien plus agressive envers les propriétaires terriens, tandis que Jean Skylitzès, moins précis, confirme l'augmentation des impôts, en lien selon lui avec la construction de l'église de Saint-Georges-des-Manganes.

## L'Empire byzantin face aux menaces nouvelles
L'un des aspects majeurs du règne de Constantin IX est l'irruption de forces nouvelles à ses frontières, qui sont en mesure de menacer les différentes conquêtes acquises au cours des dernières décennies. Trois adversaires se distinguent et constituent une véritable menace pour l'Empire byzantin sur trois fronts distincts. À l'est, si l'Empire continue de s'étendre, il commence à se confronter aux Seldjoukides, dans les Balkans ce sont les Petchénègues qui mettent de plus en plus sous pression la frontière danubienne, tandis que les Normands font régner une instabilité toujours plus grande dans l'Italie du Sud. Si Constantin a parfois été décrit comme peu porté sur l'action militaire, voire négligeant dans la défense des frontières, il parvient globalement à maintenir les frontières de l'Empire, sauf en Italie.

### Le retour de la menace Rus'

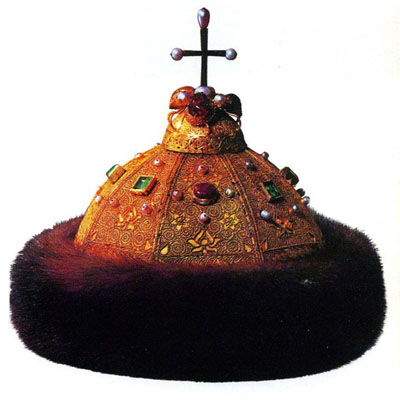
La coiffe ou couronne de Monomaque, l'un des symboles du pouvoir des tsars de Russie dont Constantin aurait fait cadeau à son petit-fils Vladimir II Monomaque. Elle est en fait datée du XIV.

En 1043, les Rus' de Kiev menacent à nouveau l'Empire byzantin, qu'ils ont déjà attaqué à plusieurs reprises lors de raids maritimes qui ont pu viser Constantinople. La cause qui pousse Iaroslav le Sage à attaquer est mal connue, mais des tensions semblent émerger entre des marchands de l'Empire et de la principauté ukrainienne, avec la mort d'un marchand rus'. Peut-être le prince russe cherche-t-il aussi à affirmer son indépendance par rapport à l'influence byzantine. Une explication alternative, souvent rejetée aujourd'hui en raison de discordances chronologiques, serait une tentative de soutien de Iaroslav à Georges Maniakès. Constantin IX cherche une solution diplomatique avec un adversaire qui semblait être devenu un allié depuis la conversion des Rus' au christianisme sous Basile II, sans résultats. Iaroslav confie une importante flotte à son fils Vladimir, mais Constantin IX a préparé les défenses de la capitale. Il en a expulsé les Rus' qui pouvaient s'y trouver et a mobilisé une importante flotte, soutenue par une force terrestre pour barrer le Bosphore. Lui-même s'est embarqué sur un navire avant de se positionner sur une colline pour superviser les opérations, laissant le commandement opérationnel à Basile Théodorokanos. Grâce au feu grégeois, la marine byzantine prend rapidement l'avantage et de nombreux navires rus' sont coulés tandis que les rescapés sont tués dès qu'ils touchent terre. La défaite tourne rapidement à la déroute et au massacre pour les Rus'. Les fuyards tentent de rentrer chez eux par la voie terrestre, mais ils sont interceptés à Varna, sur la côte de l'actuelle Bulgarie et vaincus par Katakalôn Kékauménos. Pour l'empereur, c'est un triomphe qu'il peut célébrer en faisant parader des captifs.
Au-delà de cet épisode guerrier, l'historiographie russe accorde une place particulière à Constantin Monomaque. En effet, sa fille se marie avec le futur Vsevolod Ier de Kiev, fils de Iaroslav, donnant naissance à Vladimir II Monomaque et la chronique médiévale Le Dit des princes de Vladimir fait de Constantin le donateur légendaire de la fameuse couronne de Monomaque à son petit-fils. Cette coiffe devient alors un symbole du pouvoir impérial russe et l'un des aspects de la prétention de la Russie à reprendre l'héritage romano-byzantin, au travers du concept de Troisième Rome.

### La frontière orientale contestée

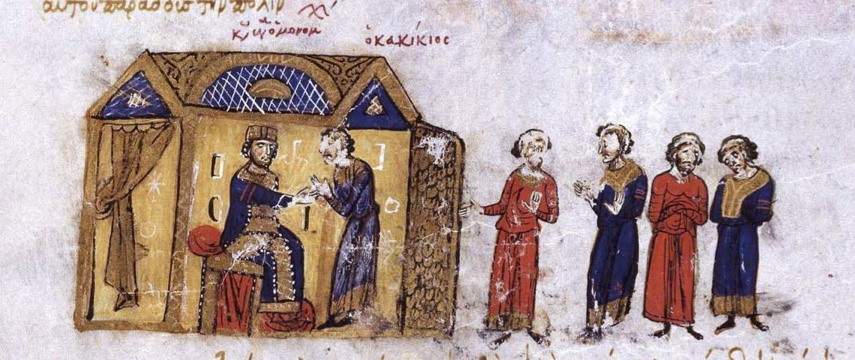
Le roi Gagik II se soumet à Constantin.

#### L'influence byzantine sur l'Arménie et la Géorgie
En 1042, l'Empire byzantin a repoussé loin ses frontières orientales, jusqu'au nord de la Syrie et de l'Irak, aux confins du Caucase et autour du lac de Van, des régions perdues à l'époque d'Héraclius. Il a aussi imposé sa domination sur les royaumes chrétiens du Caucase, tant le royaume de Géorgie que le royaume d'Arménie. Sous Basile II, le roi Hovhannès-Smbat III d'Arménie a promis de céder ses terres à l'Empire à sa mort, qui intervient en 1041. Dans un premier temps, ni Michel IV, ni Constantin IX ne tentent de réclamer leur dû, jusqu'au milieu de l'année 1043. Or, les Arméniens sont peu disposés à renoncer à leur indépendance et nomment un nouveau roi, Gagik II d'Arménie. S'il est prêt à faire allégeance à l'empereur, il refuse de rendre la cité d'Ani, capitale de son royaume. En 1044, Constantin IX mande le dux d'Ibérie, Michel Iassitès, d'imposer la présence de l'Empire par la force. C'est d'abord un échec et l'empereur envoie l'eunuque Nicolas, ancien parakimomène et domestique des Scholes du temps de Romain III Argyre. Il connaît bien la région où il a guerroyé une dizaine d'années plus tôt. Une alliance est aussi nouée avec l'émir de Dvin, auquel l'empereur promet de céder tout fort dont il s'emparerait pour aider les Byzantins. Finalement, la cité d'Ani est prise au début de l'année 1045 et Gagik se rend à Constantinople où il cède ses titres en échange de richesses et de terres,. La conquête d'Ani, qui devient un duché frontalier, constitue alors la dernière phase de l'expansion orientale de l'Empire byzantin. Selon Anthony Kaldellis, c'est une réussite à porter au crédit de Constantin, qui renforce la présence byzantine en Arménie et constitue un glacis protecteur pour l'Ibérie, d'autant que les forts conquis par l'émir de Dvin sont bien vite récupérés,.
L'étendue de la domination byzantine sur ces confins arméniens demeure mal connue, en particulier les relations avec le clergé local, rattaché à l'église apostolique d'Arménie, indépendante de Constantinople depuis qu'elle a refusé les conclusions du concile de Chalcédoine. Il ne semble pas que Constantin IX ait exercé une répression à l'égard des partisans de cette Église, même si le catholicos Petros Ier Getadartz est disgracié par Katakalôn Kékauménos, devenu dux d'Ibérie puis exilé à Constantinople. S'il est fastueusement reçu par l'empereur et le patriarche, il est contraint de rester dans la cité impériale, avant d'être autorisé à se rendre à Sébaste où il meurt en 1054.
Constantin s'ingère aussi dans les affaires du royaume de Géorgie, alors divisé entre les partisans de Liparit IV de Kldekari, allié des Byzantins, et ceux du roi Bagrat IV. En 1048, l'arbitrage de l'empereur dote Liparit de la moitié du territoire royal en échange de sa reconnaissance de la suzeraineté de Bagrat. Après la bataille de Kapetrou qui intervient la même année et lors de laquelle Liparit est capturé par les Turcs, Constantin s'efforce de le faire libérer et lui fait de nouveau promouvoir les intérêts byzantins en Géorgie.

#### L'irruption des Turcs
Sous Constantin IX, l'Orient byzantin voit l'émergence d'une force nouvelle, celle des Seldjoukides. Issus des peuples turcs venus d'Asie centrale, ils s'emparent de l'Iran sous Toghrul-Beg au début des années 1040 et deviennent alors une force dominante du monde musulman, allant jusqu'à concurrencer les Fatimides. Cette progression les met aussi en contact avec les confins orientaux de l'Empire byzantin, depuis que celui-ci s'est étendu en Arménie. Néanmoins, l'objectif premier des chefs seldjoukides est surtout d'affermir leur domination parmi les Musulmans, aux dépens des Bouyides qui contrôlent alors Bagdad. Dans le Caucase, ils mènent d'abord des raids, souvent destructeurs, dont l'objectif est moins une installation durable que la constitution de butins.
Le premier raid turc serait intervenu vers 1045 quand Kutalmış, le cousin de Toghrul-Beg, pénètre dans le Vaspourakan et vainc le gouverneur local, Étienne Leichoudès. En 1048, c'est un autre parent du sultan qui s'avance jusqu'à Tbilissi. Deux généraux byzantins, Katakalôn Kékauménos et Aaron, lui tendent une embuscade et le massacrent avec ses hommes. Cependant, ces événements ne sont que des alertes face à une menace grandissante. D'autres peuples turcomans commencent à progresser vers l'ouest, dont des Oghouzes, qui sont envoyés dans le Caucase par les Seldjoukides. Les généraux byzantins sont contraints de se replier à Théodosioupolis, où ils sont rejoints par Liparit IV, un prince géorgien qui sert les intérêts byzantins depuis quelques années et qui a été appelé à l'aide par Constantin. Ensemble, ils s'opposent aux Turcs lors de la bataille de Kapetrou, dont le résultat est incertain. Si les Turcs se retirent, ils ont amassé un important butin par le pillage d'Arzen et se sont emparés de Liparit,,.

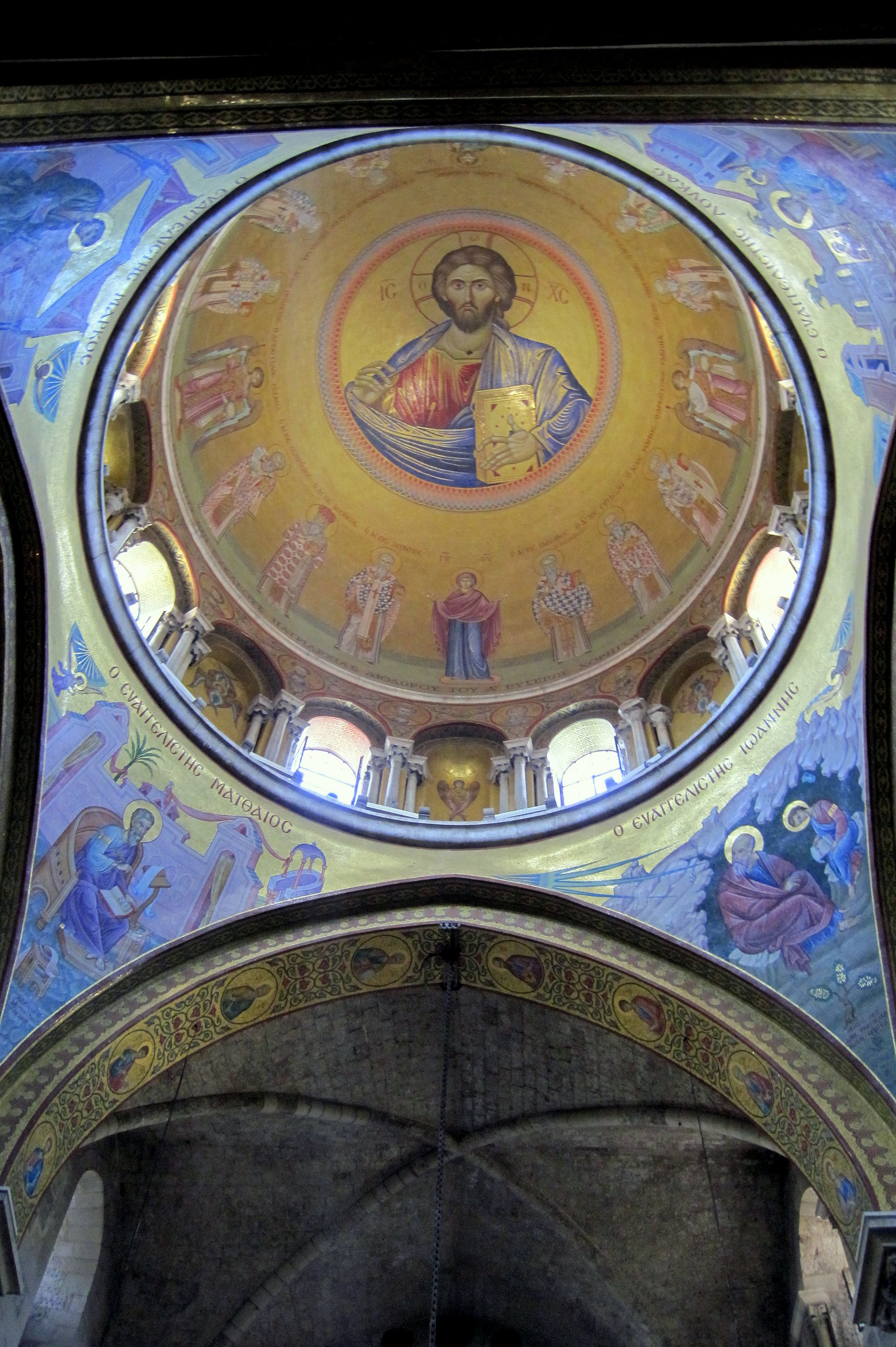
Dôme de l'église du Saint-Sépulcre, restaurée sous Constantin IX.

Confronté à cette nouvelle menace, Constantin IX commence à nouer des relations diplomatiques avec le sultan seldjoukide. S'il refuse de payer tribut, il accepte le financement de la restauration de la mosquée de Constantinople, ainsi que le remplacement du nom du calife des Fatimides par celui du sultan dans les prières. Lors de son ambassade, Constantin désire surtout libérer Liparit, qui a été jusque-là un allié fidèle des Byzantins. Les conditions dans lesquelles il obtient sa libération varient selon les chroniqueurs mais, dans tous les cas, le prince géorgien revient sur ses terres,. Si ces actions diplomatiques assurent une paix fragile entre les deux puissances, il en est tout autrement des bandes turcomanes qui razzient les terres frontalières de l'Empire seldjoukide. Elles n'obéissent qu'imparfaitement aux ordres du sultan et par leur mobilité constituent une menace difficile à contrecarrer. Constantin envoie l'eunuque Nicéphore, nommé au poste de rhaiktor, pour ramener dans le giron byzantin l'émir de Dvin qui a fait allégeance au sultan,. Avec l'aide des Géorgiens, il chasse une bande de pillards turcomans et ramène l'émir Abu al-Aswar à son statut de vassal de l'Empire,. L'Empire peut alors profiter des dissensions internes des Seldjoukides et la frontière reste relativement stable jusqu'en 1054.
En 1054, une incursion des Seldjoukides vise la puissante forteresse de Mantzikert, qui contrôle la région du lac de Van. En dépit d'un siège de plusieurs semaines, le gouverneur byzantin Basile Apokapès sort victorieux.
Si les Seldjoukides représentent une menace grandissante, la paix règne en Syrie avec les Fatimides, rivaux traditionnels de Constantinople dans la région. Constantin IX peut faire aboutir l'accord conclu par Romain III Argyre prévoyant la restauration de l'église du Saint-Sépulcre (Jérusalem), par l'envoi de fonds et d'un architecte,. Des cadeaux sont échangés entre Constantinople et Le Caire, l'empereur reçoit un éléphant et une girafe, alors que du grain est envoyé aux Fatimides alors confrontés à une famine.

### Le danger petchénègue

#### La soumission par l'installation dans l'Empire
Depuis que Basile II a ramené la frontière byzantine sur le Danube, l'Empire byzantin se retrouve directement en contact avec des peuples qui dominent la steppe eurasienne, dont les Petchénègues, qui ont multiplié les raids depuis 1025. De culture nomade et guerrière, ils constituent un défi pour les armées impériales après avoir longtemps été un allié contre les Bulgares. Dans les années 1040, leur influence est déclinante face à la structuration progressive de la Rus' de Kiev et la pression des Oghouzes depuis l'est, qui les pousse à agir de plus en plus dans la région danubienne. En 1046, à la suite d'une guerre civile, 20 000 d'entre eux trouvent refuge dans l'Empire et s'adressent au dux du Paristrion pour devenir des sujets de l'Empire. Constantin IX accepte et reçoit leur chef, Kégénès, qu'il gratifie de nombreux cadeaux, tout en parvenant à les christianiser et les installer sur la frontière. À certains égards, cette pratique rappelle celle, plus ancienne, des peuples fédérés de la fin de l'Empire romain, c'est-à-dire un accord passé avec un peuple considéré comme barbare qui peut s'installer dans les frontières impériales, mais doit combattre pour l'Empire. Pour l'empereur, c'est là une occasion de semer la discorde parmi ce peuple. Bientôt, ceux qu'il a accueillis lancent des raids contre les terres des Petchénègues restés au nord du Danube, qui commencent à réagir. Le khan Tyrach proteste auprès de Constantin IX puis, profitant de la rigueur de l'hiver 1046-1047, franchit le Danube. Les Byzantins s'organisent et, avec l'aide de Kégénès, lui infligent une lourde défaite. Ils décident néanmoins de les épargner et de les installer en Bulgarie, tandis que Tyrach est amené à Constantinople pour être baptisé,,.

#### La révolte des Petchénègues

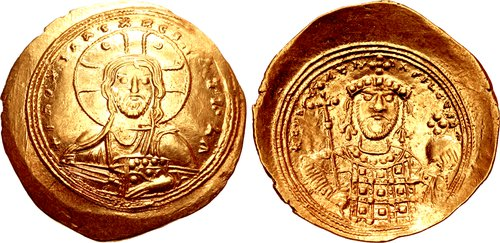
Histaménon (monnaie byzantine) représentant Constantin IX à droite et le Christ pantocrator à gauche. L'empereur est représenté portant le loros, avec un sceptre surmonté d'une croix et un orbe crucigère.

Vers l'année 1049, Constantin IX décide de déployer les Petchénègues installés dans l'Empire en Orient, pour qu'ils participent à la défense de la frontière. S'ils acceptent dans un premier temps, ils finissent par revenir dans les Balkans, autour de Preslav. Ce revirement signe l'échec de la politique d'intégration de Constantin IX. Réarmés, les Petchénègues, qui refusent de se rendre sur un front aussi éloigné de leur terre d'origine, sont en mesure de résister à l'Empire. La réaction de l'empereur est mal connue. Il semble avoir convoqué Kégénès mais, ce faisant, se serait aliéné l'ensemble des Petchénègues. Ces derniers commencent à piller les environs d'Andrinople et écrasent les forces byzantines menées par le dux Constantin Arianitès. Constantin tente de ramener l'ordre en libérant Tyrach, mais ce dernier prend rapidement la tête du soulèvement. Il doit alors appeler des unités de l'armée d'Orient pour le combattre, avec l'aide des mercenaires francs de Hervé Frankopoulos. Néanmoins, quand l'armée byzantine passe à l'attaque, vers septembre 1049, elle le fait dans le désordre et subit une nouvelle défaite. Il est alors possible que la méfiance mutuelle des armées d'Orient et d'Occident complique toute entente. Pour y remédier, Constantin nomme l'eunuque Constantin à la tête de troupes qui comprennent surtout des forces orientales. En juin 1050, les Petchénègues marchent à leur rencontre. Cette fois, c'est la précipitation du général Samuel Bourtzès, lors d'une attaque prématurée, qui conduit à la défaite. Néanmoins, les Byzantins se replient avec discipline et limitent leurs pertes, tandis que des renforts venus de Constantinople et de Bulgarie rétablissent en partie une situation devenue très précaire.
En réaction à ces multiples revers, Constantin IX tente d'abord d'envoyer son allié Kégénès, auprès des Petchénègues, mais ces derniers le tuent. Constantin change alors de stratégie militaire. Il rassemble une armée hétéroclite, composée de mercenaires francs, de la garde varangienne et d'archers montés venus d'Orient, capables de mener des actions de guérilla contre les Petchénègues. La force ainsi constituée annihilent tout un contingent des révoltés à Charioupolis et trois ans durant, les harcèlent jusqu'à ce que l'empereur soit en mesure de mobiliser une nouvelle armée de campagne. Celle-ci s'avance jusqu'à Preslav où elle est bloquée par une défense efficace des Petchénègues. Contraints de se replier, les Byzantins sont attaqués en pleine retraite et dispersés, sans pour autant être écrasés, apparemment grâce à l'action du futur empereur Nicéphore Botaniatès. Constantin peut réunir les survivants à Andrinople et envisager une nouvelle campagne. Cette fois, ce sont les Petchénègues qui commencent à souffrir de la durée du conflit et demandent à négocier la paix. En échange d'une grande autonomie dans la région du Bas Danube, les Petchénègues reconnaissent la suzeraineté impériale et la guerre se termine après plusieurs années d'affrontements harassants pour un camp comme pour l'autre.

### L'insoumission des Serbes

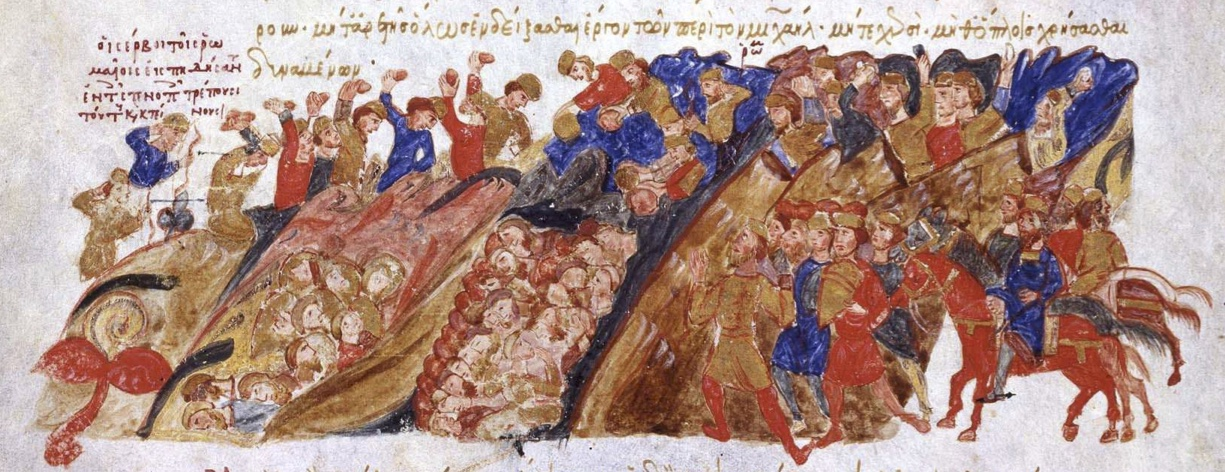
La victoire des Serbes à Bar représentée dans la chronique de Skylitzès de Madrid.

En dehors du danger petchénègue, la position byzantine dans les Balkans est aussi remise en cause par les Serbes. Soumis à la suite des Bulgares par Basile II, ils ont maintenu une autonomie politique et l'autorité byzantine à leur encontre y est plus diffuse. Ainsi, quand Constantin IX arrive sur le trône, l'Empire est aux prises avec la révolte de Stefan Vojislav, qui tente d'établir une principauté indépendante en Dioclée, correspondant grosso modo à l'actuel Monténégro. L'empereur envoie contre lui le gouverneur de Dyrrachium, Michel, avec une importante armée, recrutée parmi la population locale des thèmes d'Occident. Il s'agit alors dans l'histoire byzantine d'une des dernières mobilisations de ces troupes, souvent utilisées par le passé pour combattre les invasions ennemies. Numériquement imposante (40 000 à 60 000 hommes), elle est surtout composée de soldats sans réelle expérience militaire et subit une lourde défaite dans une passe montagneuse à Bar. Cette victoire affranchit Stefan Vojislav de la tutelle impériale. Il meurt cependant en 1043 et ses fils se déchirent pour la succession, ce qui permet à l'Empire byzantin de rétablir son influence dans la région.

### Les Normands menacent l'Italie byzantine

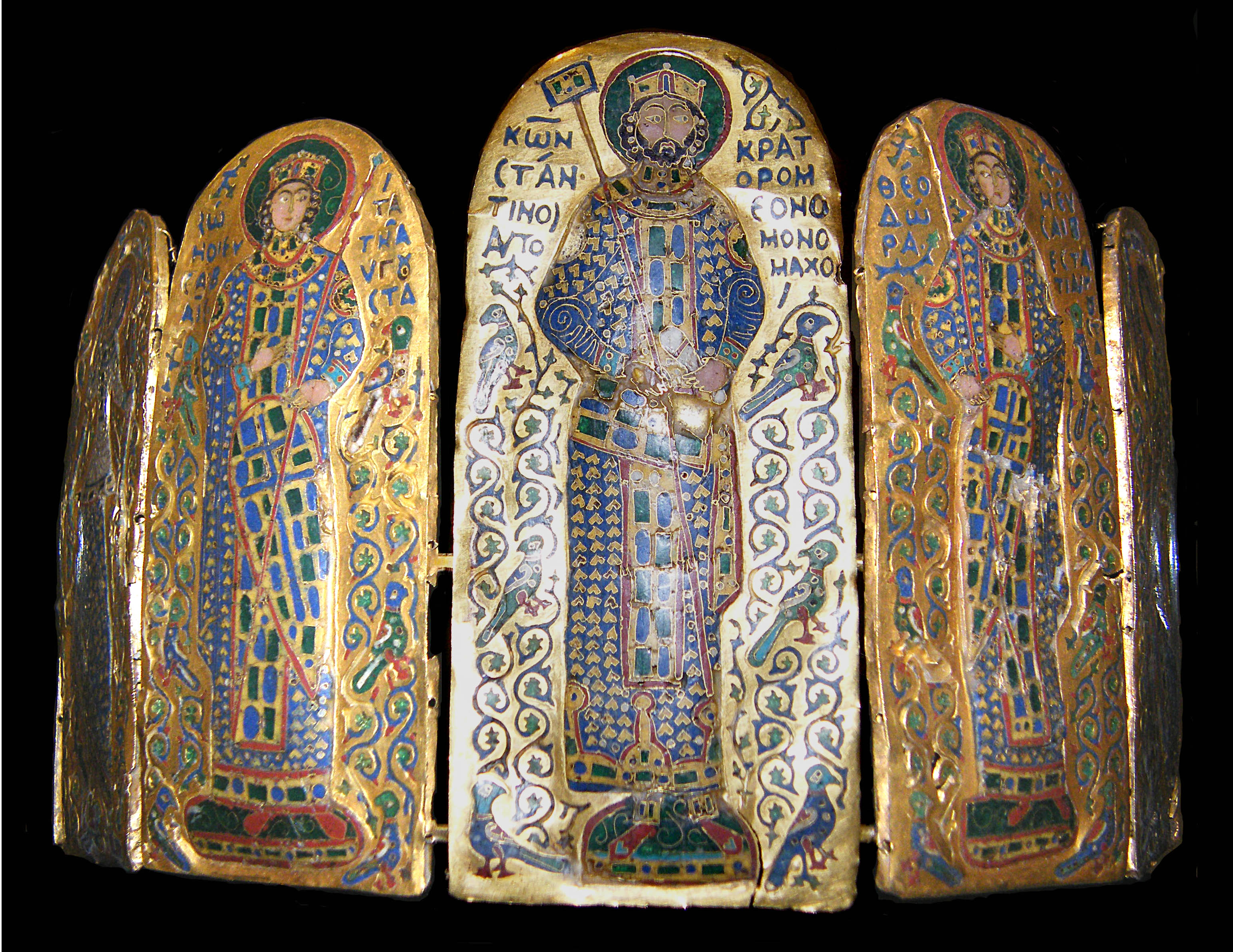
Couronne de Constantin IX, Musée national hongrois. Sont représentés : l'empereur Constantin IX, sa femme Zoé et sa sœur Théodora, deux femmes dansant et deux incarnations de la Vertu.

En Italie byzantine, le règne de Constantin voit la menace grandissante des Normands. Jusqu'en 1040, les Normands sont des mercenaires au service des Byzantins avant de se révolter et de soutenir les soulèvements des Lombards. En 1042, le péril est déjà sérieux. Le normand Guillaume Bras-de-Fer, nommé duc d'Apulie, se constitue un embryon de principauté après plusieurs victoires contre le catépan Michel Dokeianos,. Quand Constantin IX arrive au pouvoir, Georges Maniakès, un général réputé, vient d'arriver pour prendre la direction des opérations, alors que le chef lombard Argyre assiège la cité de Trani. Le nouvel empereur réussit à attirer Argyre dans son camp par des promesses de titres et de richesses. Surtout, il démet Maniakès de ses fonctions au profit d'un certain Pardos. Furieux, Maniakès réagit violemment, d'autant qu'il est en contentieux avec Romain Sklèros, le frère de la maîtresse de l'empereur, qui jouit de ce fait d'une certaine impunité. Il refuse de partir de l'Italie et fait tuer son remplaçant quand il arrive en octobre 1042. C'est un acte de rébellion ouverte, de la part d'un général dont les succès passés (conquête d'Edesse et éphémère invasion de la Sicile) font un prétendant possible pour un trône fragilement tenu par les différents époux de Zoé. Il a déjà été mis à l'écart par Michel IV et supporte peut-être mal d'être ainsi congédié à nouveau. Rapidement, il réunit une armée et attire des Normands à son service. En février 1043, il traverse la mer Adriatique et laisse l'Italie derrière lui, toujours menacée.
Entre 1043 et 1055, la présence byzantine dans la péninsule se dégrade gravement. Les Normands étendent leur domination dans toutes les directions, contre les principautés lombardes jusqu'aux portes des États pontificaux et au sud, face aux Byzantins, souvent dans la violence. Parmi les chefs normands, Robert Guiscard se taille vite une réputation de férocité. Les autorités impériales sont désemparées face à la progression régulière des Normands. Argyre, devenu catépan, est rappelé en 1045 ou 1046 et ses successeurs, malgré des succès sans lendemain, perdent du terrain l'un après l'autre. Les sources sont lacunaires sur les étapes de la conquête normande mais, irrémédiablement, la présence byzantine se cantonne à quelques points d'appui. À Constantinople, Constantin IX semble ne pas se préoccuper outre mesure de ces revers, sûrement plus inquiet des invasions petchénègues et turques. En 1051, Argyre est de nouveau nommé à Bari, où il décide de prendre des mesures afin de se concilier la population locale. La confiance de Constantin à son égard semble témoigner de sa volonté de s'appuyer sur les élites locales pour se concilier la population, conscient que l'Italie byzantine ne peut guère espérer de renforts des autres régions de l'Empire. Il s'insère aussi dans une coalition anti-normande, autour du pape Léon IX. En 1051, le comte d'Apulie, Drogon de Hauteville, est assassiné par un Grec, peut-être à l'instigation des autorités byzantines. Cet événement ne ralentit guère les Normands, car son successeur, Onfroi de Hauteville, remporte une victoire décisive à la bataille de Civitate le 18 juin 1053 sur une coalition réunissant les forces du Saint-Empire romain germanique, du pape et du gouverneur byzantin Argyre. Ce succès marque la domination de la chevalerie normande et est couronné par la capture du pape.
Cette défaite compromet gravement les positions byzantines. Le comté normand de Lecce est fondé dans le Salento en 1055 par la prise d'Otrante. À la mort de Constantin IX en 1055, le catépanat byzantin est en voie de disparition, même si celle-ci n'intervient qu'en 1071.
C'est aussi à la fin du règne de Constantin IX, vers 1053-1054, que les sources arabes mentionnent une attaque de la flotte byzantine contre Malte et la cité fortifiée de Mdina, dont les Byzantins ne peuvent s'emparer.

## Vie culturelle et artistique

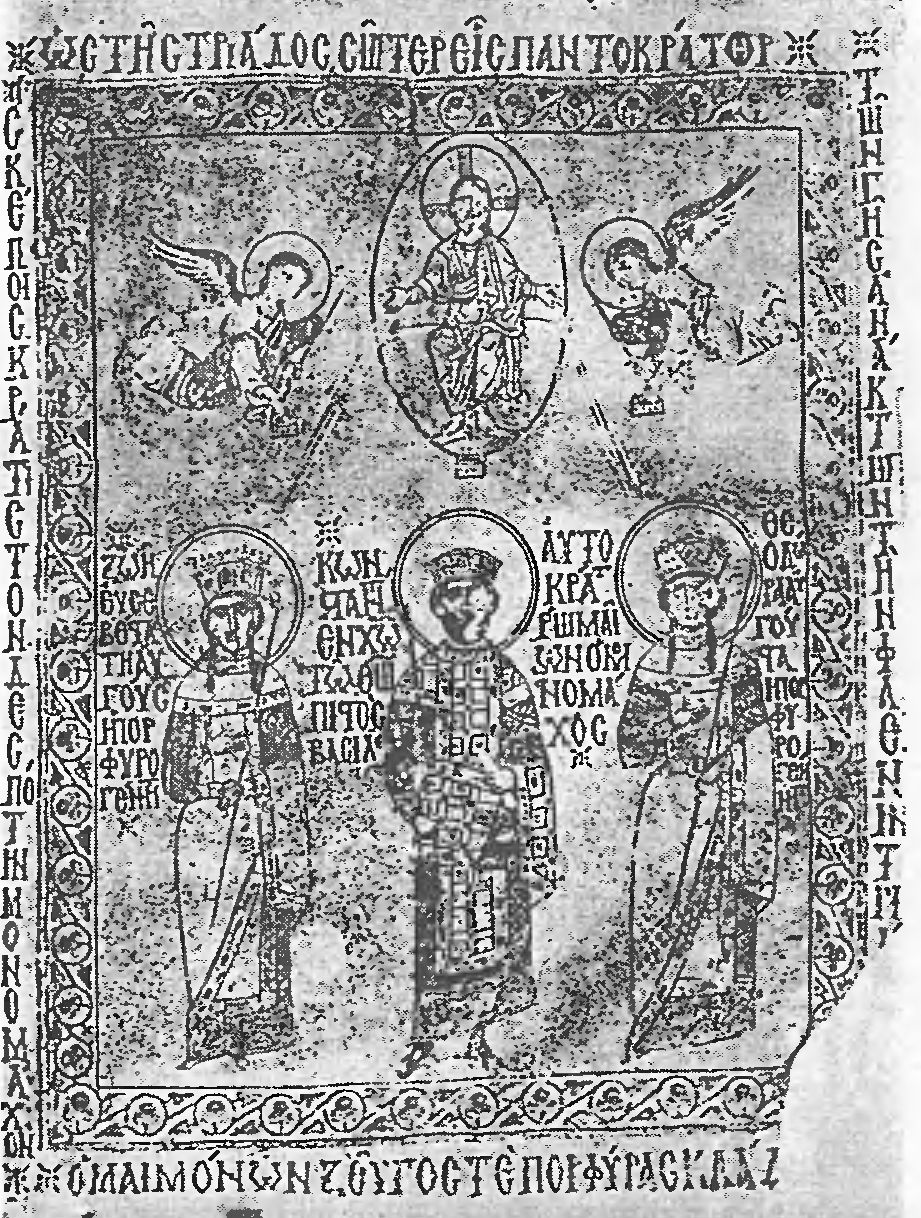
Constantin IX, entouré de Zoé et de Théodora, représentés sur un manuscrit du XIe siècle (Codex Sinaït. 364). Repris par André Grabar dans son ouvrage L'empereur dans l'art byzantin de 1936.

Le règne de Constantin IX est l'incarnation de ce que l'historien Paul Lemerle a qualifié avec emphase de « gouvernement des philosophes »,. Au terme de la renaissance macédonienne et du renouveau culturel et artistique de l'Empire depuis le milieu du IXe siècle, le monde byzantin produit un grand nombre d'intellectuels de premier plan au tournant de l'année 1050. Plus ou moins directement, ils participent au gouvernement de l'Empire et Constantin IX leur donne une place prépondérante à sa cour, qui va de pair avec l'intérêt marqué qu'il a pour la culture. Jean Mavropoulos, l'historien Michel Psellos et Constantin Lichoudès sont les plus éminentes figures qui incarnent ce régime des philosophes et qui sont dans l'entourage proche de l'empereur. Avec elles, un ensemble de pratiques connaissent une certaine renaissance, comme les panégyriques ou les discours oratoires.
Vers 1045, avec l'appui de Jean Mavropoulos, Constantin IX édicte une novelle qui fonde le nomophylax, le « gardien des lois », qui préside l'école de droit de Constantinople. Désormais, l'enseignement juridique est dispensé par une institution proche de l'État et non par des fondations privées et il doit veiller à fournir aux futurs fonctionnaires et magistrats le meilleur bagage théorique possible pour qu'ils servent ensuite au mieux les intérêts de l'Empire,. Ce souhait de renforcer l'assise juridique de l'Empire se retrouve par ailleurs dans la création évoquée de la fonction d’epi ton kriseon. Au-delà, cette réforme trouve sa place dans le renouveau de l'université de Constantinople qui s'est développée depuis les débuts de l'ère macédonienne. Située dans le quartier de la Magnaure, elle propose un enseignement dans différents domaines, comme le droit, la grammaire ou la philosophie. Jean Xiphilin, futur patriarche, est le premier nomophylax de l'Empire, une fonction prestigieuse dès son origine. Une école de philosophie est aussi fondée par l'empereur, mais les historiens ne disposent pas d'autant de détails sur son organisation.

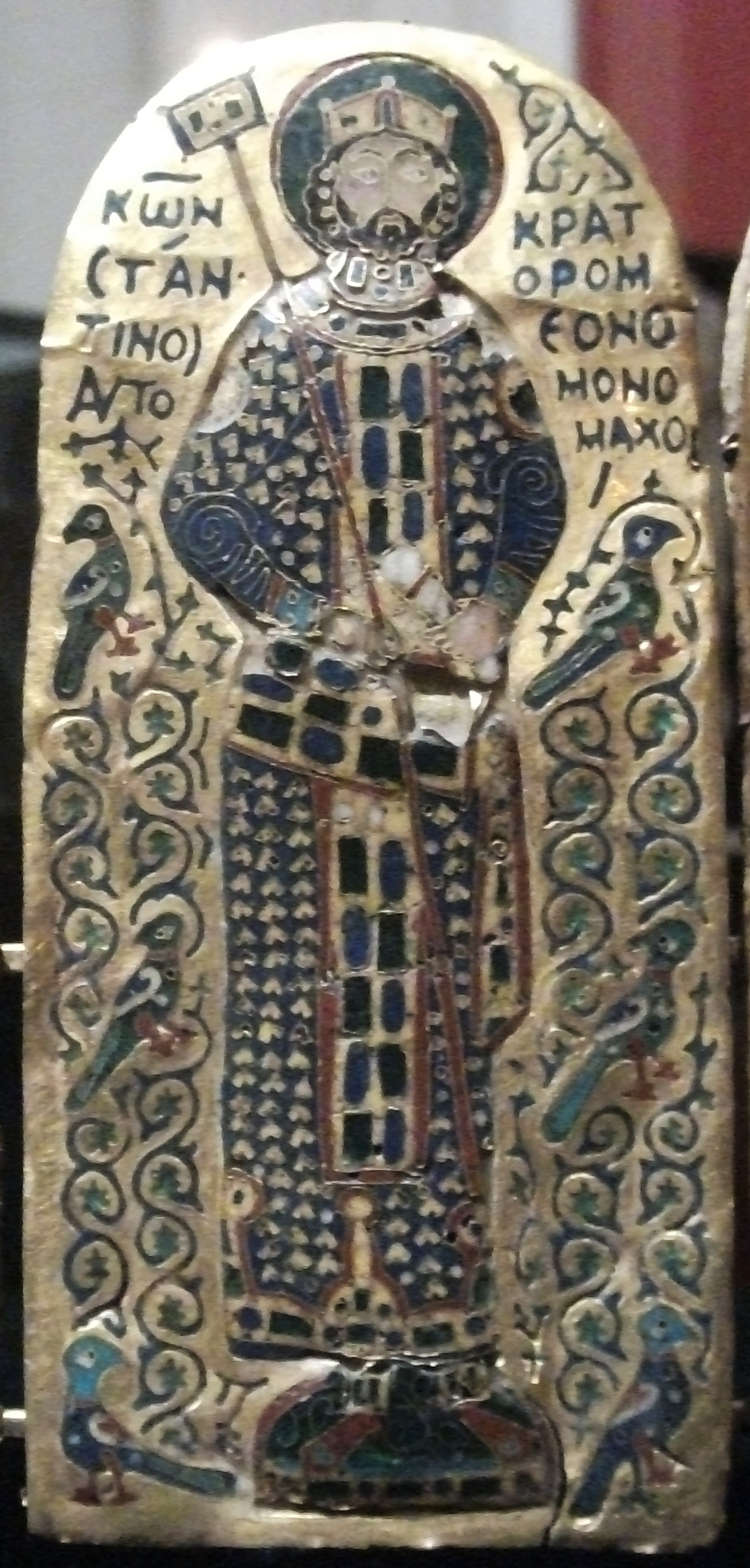
Zoom sur la partie de la couronne de Monomaque représentant Constantin IX. Il est représenté avec le labarum dans sa main droite et l'akakia dans sa main gauche, un rouleau en tissu contenant de la poussière et qui symbolise la brièveté du monde matériel.

Cette école de droit est installée dans le monastère de Saint-Georges-des-Manganes, restauré à grands frais par Constantin et qui constitue une extension du déjà très vaste Palais impérial. Très investi dans la vie culturelle de l'Empire, Constantin semble aussi à l'origine de la fonction de maître des rhéteurs (maïstôr tôn rhétorôn) ou encore de celle de consul des philosophes (Hypatos ton philosophon), conféré à Psellos,.
Le rôle de Constantin comme mécène est attesté par l'existence d'une mosaïque le représentant, avec Zoé, aux côtés de Jésus-Christ, dans la basilique Sainte-Sophie. Cette mosaïque, très étudiée, a en fait été remaniée au moins une fois, tant pour les visages de Constantin et de Zoé que pour la légende figurant en dessous d'eux, ce qui atteste que d'autres personnages ont d'abord été représentés aux côtés du Christ, puis que des retouches ont été effectuées. Il n'est pas évident de savoir qui exactement Constantin et Zoé ont remplacé. Certains travaux penchent pour une mosaïque qui dépeint d'abord Zoé et son premier époux, Romain III Argyre, d'autres estiment que c'est d'abord Jean Ier Tzimiskès et Basile II, qui co-règnent ensemble. Quoi qu'il en soit, la retouche vise à magnifier la figure de Constantin, représentée dans l'église principale de Constantinople à la droite du Christ. Il porte une sorte de sacoche qui comprend certainement les apokombia, soit les dons qu'il est de coutume que le souverain apporte à l'Église. La mosaïque pourrait alors servir de contre-don à la générosité de l'empereur.
Enfin, l'une des postérités artistiques les plus notables de Constantin IX est la découverte de sa couronne présumée en 1870 en Hongrie. Composée de plusieurs plaques en or, elle représente différentes figures impériales dont Constantin, entouré de sa femme Zoé et de Théodora, la sœur de celle-ci. Elle serait l'une des trois seules couronnes byzantines à avoir subsisté, mais l'authenticité de cette pièce fait toujours débat. Nicolas Oikonomidès y voit un faux créé au XIXe siècle, tandis que d'autres historiens jugent authentique la pièce, mais que sa destination exacte n'est pas connue, qu'elle soit une couronne, une sorte de ceinture ou tout autre objet d'apparat. Dans les années 2000, Timothy Dawson a défendu l'hypothèse d'un cadeau récompensant un personnage haut placé, peut-être l'eunuque Etienne Pergamos qui a remporté la victoire contre George Maniakès.

## Unions et postérité
Constantin IX a épousé en premières noces une noble, fille d'un membre distingué de la cour impériale, qui meurt de maladie avant 1025, sans postérité.
Veuf, il s'est remarié avec Pulchérie Sklèros, fille de Basile Sklèros, aveuglé et exilé en 1033, et par sa mère Pulchéria Argyropoulina, nièce maternelle de l’empereur Romain III Argyre, décédée avant 1034, qui est sans doute la mère de sa fille unique : probablement prénommée Marie, mais parfois connue sous le nom d'Irène ou d'Anne, elle meurt en 1067. Elle épouse en 1046 le prince Vsevolod Ier de Kiev, grand-duc de Kiev, à la suite de l'accord de paix entre la Rus' de Kiev et l'Empire,. C'est de ce mariage qu'est issu Vladimir II Monomaque, qui prend le nom de son grand-père byzantin.
Après la mort de sa seconde épouse, il hésite à contracter une troisième union (toujours réprouvée par l'Église byzantine) et vit maritalement avec une nièce de sa défunte femme, Marie Sklèraina (morte après 1045).
Après avoir épousé en 1042 l'impératrice Zoé Porphyrogénète, il réussit à obtenir de cette dernière le maintien de sa maîtresse au palais. L'impératrice, pour le moins très complaisante, officialise ce ménage à trois en lui accordant le titre inédit de « sébaste ». Elle l'autorise en outre à participer au conseil en vertu d'un « contrat d'amitié ».
Après les disparitions de Marie Sklèraina et de l'impératrice Zoé en 1050, Constantin IX tombe amoureux en 1054 de la princesse géorgienne Gorandouxt, désormais appelée Irène. Son origine est mal connue, mais elle semble venir du Caucase. Décrite comme la fille d'un roi alain alors à Constantinople selon Psellos, il a parfois été considéré qu'elle est la parente du roi Bagrat IV, dès lors que les termes Géorgiens et Alains sont souvent synonymes chez les Byzantins. Toutefois, cette filiation est contestée, notamment par Anthony Kaldellis, qui estime plutôt qu'elle peut être la fille de tout autre prince caucasien présent à Constantinople. Dans tous les cas, elle jouit d'un statut privilégié, à l'image de Marie Sklèraina.
Enfin, un neveu de Constantin IX, Théodose Monomaque, est connu pour avoir essayé de profiter de cette proximité familiale pour s'imposer sur le trône à la mort de Théodora mais il ne bénéficie d'aucun soutien de poids et est facilement exilé par Michel VI Bringas en 1056.

## Historiographie
Constantin IX a suscité des réactions contrastées chez les historiens, influencés par les chroniqueurs de l'époque qui ont souvent vilipendé sa prodigalité et son désintérêt pour la défense de l'Empire. Sûrement influencés par les échecs à venir de l'Empire, dont ils sont les premiers témoins, Constantin apparaît vite comme un responsable de premier ordre. Son règne, intervenant à un moment de basculement pour l'histoire byzantine, a été diversement analysé. Régulièrement, il a été perçu comme le représentant de l'aristocratie civile, hostile au monde militaire et participant, en cela, au déclin de l'Empire face aux forces nouvelles qui l'assaillent. C'est l'avis de Georg Ostrogorsky, qui perçoit dans les années de règne de Constantin tous les ferments de la crise à venir : la démilitarisation de l'Empire, l'affaiblissement de sa monnaie en raison de dépenses toujours plus élevées et d'une tendance à la générosité excessive envers de larges couches de la population, ainsi que des privilèges fiscaux excessifs accordés à l'aristocratie. Au-delà de la personne de l'empereur, qu'il décrit comme « insignifiant et faible », l'historien yougoslave critique donc un régime, celui de l'aristocratie civile incarnée par les différents courtisans qui ont pu l'entourer dans son gouvernement. En outre, Constantin est parfois réduit à un statut de parvenu, arrivé au pouvoir grâce à « son heureuse étoile » et l'union avec Zoé, dans la droite ligne du règne des princes-époux de la fin de l'époque macédonienne. Pour Charles Diehl, il est un « empereur jouisseur et peu guerrier », qui cherche à affaiblir la montée en puissance de l'aristocratie en réduisant le rôle de l'armée et en remplaçant les troupes nationales par des mercenaires, au risque de compromettre la défense de l'Empire. Louis Bréhier en tire le portrait sévère d'un homme avec qui s'interrompt l'ère de conquête et d'expansion de l'Empire, incapable de s'élever au niveau de Basile II, « parvenu banal », « considérant le pouvoir impérial comme une retraite dorée qui lui permettait de s'amuser », séducteur qu'il qualifie de « Philinte » pour sa propension à se concilier tout le monde. Plus récemment, Warren Treadgold a vu en lui un indolent, choisi comme époux pour sa faiblesse, excessivement généreux au point de menacer la stabilité financière de l'Empire.
Néanmoins, d'autres historiens ont profondément revu le règne de Constantin IX. Déjà, Paul Lemerle a remis en cause la distinction entre l'aristocratie civile et la noblesse militaire, préférant voir en Constantin IX un mécène, ouvrant son gouvernement aux lettrés et incarnant le dynamisme de la société byzantine de l'époque, capable d'élargir le cercle du Sénat à de nouvelles couches de la population. Pondéré, Michael Angold estime que Constantin a un réel programme de réformes de l'Empire, mais qu'il n'est pas suffisamment solide face aux nombreux défis de l'Empire. Il met notamment en exergue les limites de ce qu'il considère être une politique de désengagement militaire, rompant avec l'expansionnisme macédonien, alors que les menaces affluent aux frontières. De même, son incapacité à fonder une nouvelle dynastie fragilise durablement sa légitimité et sa capacité à impulser des transformations profondes, en dépit d'une habileté à gouverner en s'appuyant sur les différentes sphères d'influence de l'élite byzantine. Anthony Kaldellis a grandement réévalué l'action de Constantin, dont il considère qu'il a réagi avec énergie aux menaces sur les frontières de l'Empire, contrairement aux critiques régulières sur son inaction en la matière. Il remet en cause l'influence de Michel Psellos, très critique envers Constantin IX, dans la postérité de ce dernier et voit en lui un dirigeant « capable, énergique, plein de ressources et consciencieux, l'un des meilleurs de l'histoire de l'Empire », mais pénalisé par la masse des défis qui se présentent à lui.